# شلبی (میسیسیپی)
شلبی (به انگلیسی: Shelby) شهری در ایالت میسیسیپی کشور ایالات متحده آمریکا است که جمعیت آن در سرشماری سال ۲۰۱۰ میلادی، ۲٬۲۲۹
نفر بوده‌است.